# Uee
Kim Yu Jin (Hangul: 김유진, sinh 9 tháng 4 năm 1988), được biết đến với nghệ danh Uee (Hangul: 유이, đôi khi được phiên âm là U-ie) là một ca sĩ, diễn viên người Hàn Quốc. Kim Yu-jin là cựu thành viên nhóm nhạc nữ Hàn Quốc After School.

## Phim ảnh

### Phim truyền hình
| Năm       | Tên                                                     | Vai diễn                           | Network |
| --------- | ------------------------------------------------------- | ---------------------------------- | ------- |
| 2009      | Queen Seondeok                                          | young Mishil                       | MBC     |
| 2009      | You're Beautiful                                        | Yoo He-yi                          | SBS     |
| 2010      | Bạn gái tôi là Hồ ly                                    | Art major in college (cameo, ep 5) | MBC     |
| 2011      | All My Love                                             | Kim Yu-jin (cameo, ep 182, 210)    | MBC     |
| 2011      | Birdie Buddy                                            | Sung Mi-soo                        | tvN     |
| 2011      | Ojakgyo Family                                          | Baek Ja-eun                        | KBS1    |
| 2012      | Jeon Woo-chi                                            | Princess Hong Mu-yeon              | KBS2    |
| 2013      | Golden Rainbow                                          | Kim Baek-won                       | MBC     |
| 2015      | Hogu's Love                                             | Do Do-hee                          | tvN     |
| 2015      | Giới thượng lưu                                         | Jang Yoon-ha                       | SBS     |
| 2016      | Marriage Contract                                       | Kang Hye-soo                       | MBC     |
| 2016      | Night Light                                             | Lee Se-jin                         | MBC     |
| 2017      | Miệng cống - Cảm giác của tiên giới                     | Kang Soo-jin                       | KBS2    |
| 2018      | My Contracted Husband, Mr. Oh (Chồng tôi là Oh Jak-doo) | Han Seung-joo                      | MBC     |
| 2018-2019 | My only one (Người duy nhất bên em)                     | Kim Do Ran                         | KBS2    |

### Show truyền hình
| Năm  | Tên                            | Vai trò     | Network |
| ---- | ------------------------------ | ----------- | ------- |
| 2009 | We Got Married Season 2        | Cast member | MBC     |
| 2010 | Night After Night              | Co-host     | SBS     |
| 2011 | Music Bank                     | Co-host     | KBS2    |
| 2011 | Running Man (Ep. 34)           | Guest       | SBS     |
| 2012 | Music Bank                     | Host        | KBS2    |
| 2013 | Barefooted Friends             | Cast member | SBS     |
| 2013 | Running Man (Ep. 137)          | Guest       | SBS     |
| 2014 | Law of the Jungle              | Cast Member | SBS     |
| 2015 | Running Man (Ep. 249)          | Guest       | SBS     |
| 2015 | Running Man (Ep. 271, 272)     | Guest       | SBS     |
| 2017 | Law of the Jungle (Ep.265~270) | Cast Member | SBS     |
| 2020 | I Live Alone (Ep.349,...)      | Guest       | MBC     |

## Âm nhạc

### Đĩa đơn
| Title                                                                                         | Year | Peak chart positions | Album                                 |
| Title                                                                                         | Year | KOR                  | Album                                 |
| --------------------------------------------------------------------------------------------- | ---- | -------------------- | ------------------------------------- |
| "Sok Sok Sok" (featuring JR of NU'EST)                                                        | 2011 | 64                   | Non-album single                      |
| "Hero" (featuring Kim Jungah)                                                                 | 2013 | —                    | Barefooted Friends: My Story, My Song |
| "—" biểu thị các bản phát hành không có bảng xếp hạng hoặc không được phát hành ở khu vực đó. |      |                      |                                       |

## Các giải thưởng và đề cử
| Năm  | Giải thưởng               | Hạng mục                                             | Đề cử                   | Kết quả   |
| ---- | ------------------------- | ---------------------------------------------------- | ----------------------- | --------- |
| 2009 | MBC Entertainment Awards  | Best Newcomer – Female (Variety show)                | We Got Married Season 2 | Đoạt giải |
| 2010 | 46th Paeksang Arts Awards | Most Popular Actress (TV)                            | You're Beautiful        | Đề cử     |
| 2011 | KBS Drama Awards          | Best New Actress                                     | Ojakgyo Family          | Đoạt giải |
| 2011 | KBS Drama Awards          | Popularity Award                                     | Ojakgyo Family          | Đề cử     |
| 2011 | KBS Drama Awards          | Best Couple with Joo Won                             | Ojakgyo Family          | Đề cử     |
| 2012 | 48th Paeksang Arts Awards | Best New Actress (TV)                                | Ojakgyo Family          | Đoạt giải |
| 2012 | 48th Paeksang Arts Awards | Most Popular Actress (TV)                            | Ojakgyo Family          | Đề cử     |
| 2012 | KBS Drama Awards          | Excellence Award, Actress in a Mid-length Drama      | Jeon Woo-chi            | Đề cử     |
| 2012 | KBS Drama Awards          | Popularity Award                                     | Jeon Woo-chi            | Đề cử     |
| 2012 | KBS Drama Awards          | Best Couple with Cha Tae-hyun                        | Jeon Woo-chi            | Đề cử     |
| 2013 | 49th Paeksang Arts Awards | Most Popular Actress (TV)                            | Jeon Woo-chi            | Đề cử     |
| 2013 | MBC Drama Awards          | Excellence Award, Actress in a Special Project Drama | Golden Rainbow          | Đoạt giải |
| 2015 | 51st Paeksang Arts Awards | Most Popular Actress (TV)                            | Hogu's Love             | Đề cử     |